# 全国少年少女草サッカー大会
全国少年少女草サッカー大会（ぜんこくしょうねんしょうじょくさサッカーたいかい）は、日本サッカー協会第4種（小学生年代で主にクラブチーム）チームを対象としたサッカー大会である。日本サッカー協会、一般財団法人静岡県サッカー協会、朝日新聞社、静岡市、NPO法人清水サッカー協会、静岡サッカー協会の主催。「全国どこからでも、どんなチームでも」「勝っても負けても最終日まで」などを理念としている。1987年に第1回男子の部大会が開催され、1988年の第2回から女子の部もスタートした。世界各国の選手との交流を深めるため、国外のサッカーチームの参加も受け入れている。
最多優勝は、男子チームが清水FCの13回、女子チームがバディFCの6回である。

## 歴代優勝チーム

### 男子の部
出典
| - 1987年：清水FCライオン - 1988年：古河市サッカー少年団 - 1989年：清水FC - 1990年：古河市サッカー少年団 - 1991年：清水FC - 1992年：船橋FC - 1993年：清水FC - 1994年：清水FC - 1995年：清水FC6年 - 1996年：清水FC6年 - 1997年：清水FC6年 - 1998年：ハンソル小学校 - 1999年：清水FC6年 - 2000年：硯村初等学校 - 2001年：清水FC6年 - 2002年：清水FC - 2003年：清水FC - 2004年：バハ カリフォルニア - 2005年：清水FC | - 2006年：裡里東初等学校 - 2007年：バディSC - 2008年：バディーSC A - 2009年：バディSC - 2010年：レジスタFC - 2011年：新座片山FC少年団 - 2012年：JACPA東京FC U-12 - 2013年：SALFUS oRs - 2014年：バディSC江東 A - 2015年：新座片山FC少年団 - 2016年：高槻南AFC - 2017年：清水エスパルスジュニアU-12 - 2018年：キューズFC・エスパルスジュニアU-12 - 2019年：バディSC A - 2020年：中止 - 2021年：中止 - 2022年：中止 - 2023年：バディーSC - 2024年：バディSC |

### 女子の部
出典
| - 1988年：豊津第二小学校 - 1989年：有度二小女子サッカー部 - 1990年：木屋サッカークラブ - 1991年：新林レディース - 1992年：木屋サッカークラブ - 1993年：FC今宿レディーフィーバーズ - 1994年：台湾立農國小女生足球隊 - 1995年：FC今宿レディーフィーバーズ - 1996年：宇都宮JFCジュペニール - 1997年：林間SCレモンズ - 1998年：宇都宮JFCジュペニール - 1999年：宇都宮JFCジュペニール - 2000年：林間SCレモンズ - 2001年：熊本ユナイテッドSCエーマ - 2002年：清水第八SC少女部 - 2003年：京畿利川初等 - 2004年：横浜SC つばさ - 2005年：MELSA熊本FCボニータ | - 2006年：静岡TC - 2007年：バディFC - 2008年：静岡TC - 2009年：バディFC - 2010年：名古屋FCレディース - 2011年：バディFC - 2012年：名古屋FCレディース - 2013年：名古屋FCレディース - 2014年：丸岡RUCKガールズ - 2015年：バディFC - 2016年：バディFC - 2017年：クワトロガールズFC - 2018年：那覇プリテン - 2019年：バディFC - 2020年：中止 - 2021年：中止 - 2022年：中止 - 2023年：クワトロガールズFC - 2024年：浜松佐藤SC |